# Bulbophyllum fibratum
Bulbophyllum fibratum là một loài phong lan thuộc chi Bulbophyllum.